# Muzeum Regionalne „Kamojówka” w Suszcu
Muzeum Regionalne „Kamojówka”  w Suszcu – muzeum z siedzibą w Suszcu, prowadzone przez lokalną Fundację Kamojowa.
Muzeum powstało w 2007 roku w oparciu o gromadzone od lat 70. XX wieku zbiory etnograficzne rodziny Fryderyka Szendery. Na jego terenie znajdują się dwa obiekty: kuźnia i stodoła, wybudowane współcześnie jako rekonstrukcje XIX-wiecznych budowli. W budynkach znajdują się ekspozycje związane z dawnym rzemiosłem oraz prezentujące dawne narzędzia rolnicze i przedmioty życia codziennego. W ramach zwiedzania organizowane są pokazy dawnych rzemiosł (kowalstwo, garncarstwo, tkactwo).